# Avitotherium utahensis
Avitotherium utahensis — викопний вид травоїдних плацентарних ссавців родини Zhelestidae. Відомий лише за рештками зубів, що знайдені у відкладеннях формування Кайпаровіц у штаті Юта в США. Відкладення, де були знайдені рештки, датуються пізнім крейдяним періодом (85-71 млн років).